# 에어프랑스 4590편 추락 사고
에어프랑스 4590편 추락 사고는 2000년 7월 25일, 샤를 드 골 국제공항을 출발하여 존 F. 케네디 국제공항으로 향하던 에어프랑스 소속 콩코드 여객기가 이륙 직후의 화재로 88초만에 추락한 사고이다. 콘티넨털 항공 DC-10기가 떨어트린 부품을 활주로에서 이륙 중인 에어프랑스 콩코드기의 좌측 랜딩기어 앞바퀴가 밟고 지나가면서, 이로 인한 파편이 연료탱크를 직격해 폭발했던 것이 이 사고의 원인이다. 거기에, 콩코드 여객기는 연료탱크와 타이어의 내구성이 약했고, 이 사고의 여파 이후 콩코드의 연료탱크와 타이어를 보강하여 2002년 10월 운행을 재개했다. 그러나, 9.11 테러로 세계 여행업계까지 불황이 겹쳐, 2003년 10월을 끝으로 모두 운항이 중단되어 콩코드는 역사속으로 사라지고 말았다. 이후, 콩코드 여객기 사고를 다룬 영화까지 제작되었다.

## 사고 개요
당시 해당 활주로(26R)에 먼저 이륙한 콘티넨탈 항공 55편(뉴어크 리버티 국제공항 행) 맥도널 더글러스 DC-10 항공기의 엔진 덮개에서 리벳(티타늄으로 만들어진 폭 3cm, 길이 43cm 가량의 끈 모양의 부속이었다)이 떨어졌다. 해당 편의 이륙 자체는 정상으로 이루어졌으나 뒤따라 해당 활주로에서 이륙하려던 사고기 (에어프랑스 4590편)의 왼쪽 랜딩기어 오른쪽 앞바퀴 타이어에 문제의 부품이 박히고, 타이어가 터지면서 파편이 튀었다. 이 파편들이 연료탱크를 치면서 화재가 발생하여 1번, 2번 엔진에 화재가 났다. 출력이 줄어 균형을 잡을 수 없었고 즉시 1번과 2번 엔진을 정지시켰다. 사고기는 양력을 얻지 못하고 200노트의 속도와 60m의 고도를 유지했다. 사고기는 파리 르부르제 공항으로 착륙을 시도했으나 화재로 인한 스톨로 실패하고 좌측 날개가 많이 녹아내려 좌우로 기울며 공항 근처의 고네스(fr)에 있는 오텔리시모(프랑스어: Hotelissimo) 호텔에 추락했다.

## 사상자
이 사고로 승무원 9명(모두 프랑스인)과 승객 100명(독일인 96명, 덴마크인 2명 등), 지상에 있던 4명(폴란드인 2명 등) 등 총 113명이 사망하고 역시 지상에 있던 6명이 부상당했다. 하지만 부상자들 중 1명이 항공기의 뒤쪽에 있어서 생존할 수 있었다. 당시 해당 편은 독일의 여행사인 페테르 데일만 크루즈(de)의 전세기로 독일인 승객이 많았다. 지상의 사상자는 비행기가 떨어진 호텔의 직원들이었다. 이후 호텔이 있던 자리에는 추모비가 세워졌다.

### 승무원
- 기장 크리스티앙 마르티(Christian Marty): 당시 54세로 13,477시간을 비행했으며 그 중 317시간을 콩코드를 조종했다. 한편으로 그는 대서양을 최초로 윈드서핑으로 횡단한 사람이기도 하다(1982년에 횡단).
- 부조종사 장 마르코(Jean Marcot): 당시 50세로 1969년에 프랑스 국립 항공 대학교를 졸업하고[1] 10,035 시간을 비행했으며 그 중 2,698시간을 콩코드에서 보냈다.
- 기관사 지유 쟈르디노(Gilles Jardinaud): 당시 58세로 12,532시간을 비행했으며 그 중 937시간을 콩코드에 탑승했다.

## 탑승객 명단
| 국적       | 탑승객 | 승무원 | 지상 | 소계 |
| ---------- | ------ | ------ | ---- | ---- |
| 오스트리아 | 1      | 0      | 0    | 1    |
| 덴마크     | 2      | 0      | 0    | 2    |
| 프랑스     | 0      | 8      | 0    | 8    |
| 독일       | 96     | 1      | 0    | 97   |
| 영국       | 1      | 0      | 0    | 1    |
| 알제리     | 0      | 0      | 1    | 1    |
| 모리셔스   | 0      | 0      | 1    | 1    |
| 폴란드     | 0      | 0      | 2    | 2    |
| 전체       | 100    | 9      | 4    | 113  |